# Lawn (Texas)
Lawn é uma cidade  localizada no estado norte-americano de Texas, no Condado de Taylor.

## Demografia
Segundo o censo norte-americano de 2000, a sua população era de 353 habitantes.
Em 2006, foi estimada uma população de 348, um decréscimo de 5 (-1.4%).

## Geografia
De acordo com o United States Census Bureau tem uma área de
1,5 km², dos quais 1,5 km² cobertos por terra e 0,0 km² cobertos por água. Lawn localiza-se a aproximadamente 615 m acima do nível do mar.

## Localidades na vizinhança
O diagrama seguinte representa as localidades num raio de 28 km ao redor de Lawn.